# Selca (Buzet)
Selca is een plaats in de gemeente Buzet in de Kroatische provincie Istrië. De plaats telt 54 inwoners (2001).